# ナツボダイジュ
ナツボダイジュ（夏菩提樹、学名：Tilia platyphyllos）とはシナノキ科の植物の一種。別名、セイヨウボダイジュ、ヨウシュボダイジュ。

## 分布
ヨーロッパ中央部および南部原産の落葉高木。世界の温帯で、街路樹や庭園樹としても多く植えられている。

## 特徴
日照を好むが、強健で耐寒性が非常に高く、北海道中部以南であれば栽培可能。
フユボダイジュに比べるとやや樹高が高くなりやすく、高さ35mに達する高木になる場合もある。
葉形は大きめの広卵型で先端が短く尖り、表面はざらつきがある両面有毛。花には芳香があり、開花は6月〜7月頃。花色は淡黄色、秋には紅葉し、若木の時は円錐形、成木になると卵型の樹型になる。